# Соломина, Вера Петровна
Ве́ра Петро́вна Соло́мина (род. 3 августа 1937, Архангельск) — российский искусствовед, краевед Русского Севера, музейный работник.
После окончания Архангельского государственного педагогического института им. М. В. Ломоносова (1958) работала научным сотрудником в областных музеях Архангельска — Изобразительных искусств (1963—1975) и краеведческом (1958—1963; с 1975). Для научного творчества характерен строгий документализм, стремление к исторической правде. Ученица Н. А. Маясовой.

## Награды
- Звание Заслуженный работник культуры Российской Федерации (2005)

## Монографии
- Древнерусское шитьё в собраниях Архангельского областного краеведческого музея: Каталог.- Архангельск, 1982
- Загадочный экипаж.- Архангельск, 1993
- Петровские реликвии.- Архангельск, 1994